# Protaxymyia sinica
Protaxymyia sinica är en tvåvingeart som beskrevs av Yang 1993. Protaxymyia sinica ingår i släktet Protaxymyia och familjen Axymyiidae.
Artens utbredningsområde är Guizhou (Kina). Inga underarter finns listade i Catalogue of Life.